# ابن زنبل
ابن زنبل أحمد بن علي الرمّال، مؤرخ مصري مسلم عاش في القرن الخامس عشر، لا تحدد المصادر تاريخ ميلاد ابن زنبل، لذا يُقدر الباحثون - استناداً على ما ذكره في كتابه المسمى بالتحفة - أنه ولد في مدينة المحلة في الدلتا عام 1500م تقريباً ويقدر بعضهم تاريخ وفاته بعام 1572م.
يُعتقد أن ابن زنبل قد خدم محمود باشا وعمل لديه رمّالاً ومفسراً للأحلام، ولذلك سمّي بالرمّال. ساهم ابن زنبل في توثيق تاريخ مصر في نهاية العصر المملوكي وبداية الحكم العثماني، حيث وصف في كتبه دخول السلطان العثماني سليم الأول إلى القاهرة عام 1517م.

## أعماله
يعتبر كتاب تاريخ ابن زنبل الرمّال ( أو ما سماه انفصال دولة الأوان واتصال دولة بني عثمان، وطبع باسم آخرة المماليك و واقعة السلطان سليم العثماني مع قانصوه الغَوري) أهم كتبه على الإطلاق؛ إذ روى فيها بأسلوب أدبي هزيمة قانصوه الغوري الحاكم المملوكي لمصر على يد السلطان العثماني سليم الأول في موقعة مرج دابق عام 1516م، واحتلال السلطان سليم لسوريا وغزوه مصر في معركة الريدانية، وتاريخ الولاة العثمانيين الأوائل على مصر.
تُعدد بعض المصادر رسائل لابن زنبل ، منها رسالة القانون والدنيا في الجغرافيا والتنجيم التي أورد فيها حلماً تنبأ باغتيال الوالي العثماني على مصر محمود باشا عام 1567م.  كتب ابن زنبل أيضاً عن ضرب الرمل، ومن أبرز كتاباته كتاب المقالات في حل المشكلات في علم الرمل. وله رسالة أيضاً تصنف في علم الكونيات سماها تحفة الملوك والرغائب لما في البر والبحر من العجائب.
ومن أعماله التي اندثرت رسالة عن الزايرجه، وهو وسيلة تستخدم لقراءة الطالع، ورسالة عن المهدي.